# Partage de connexion

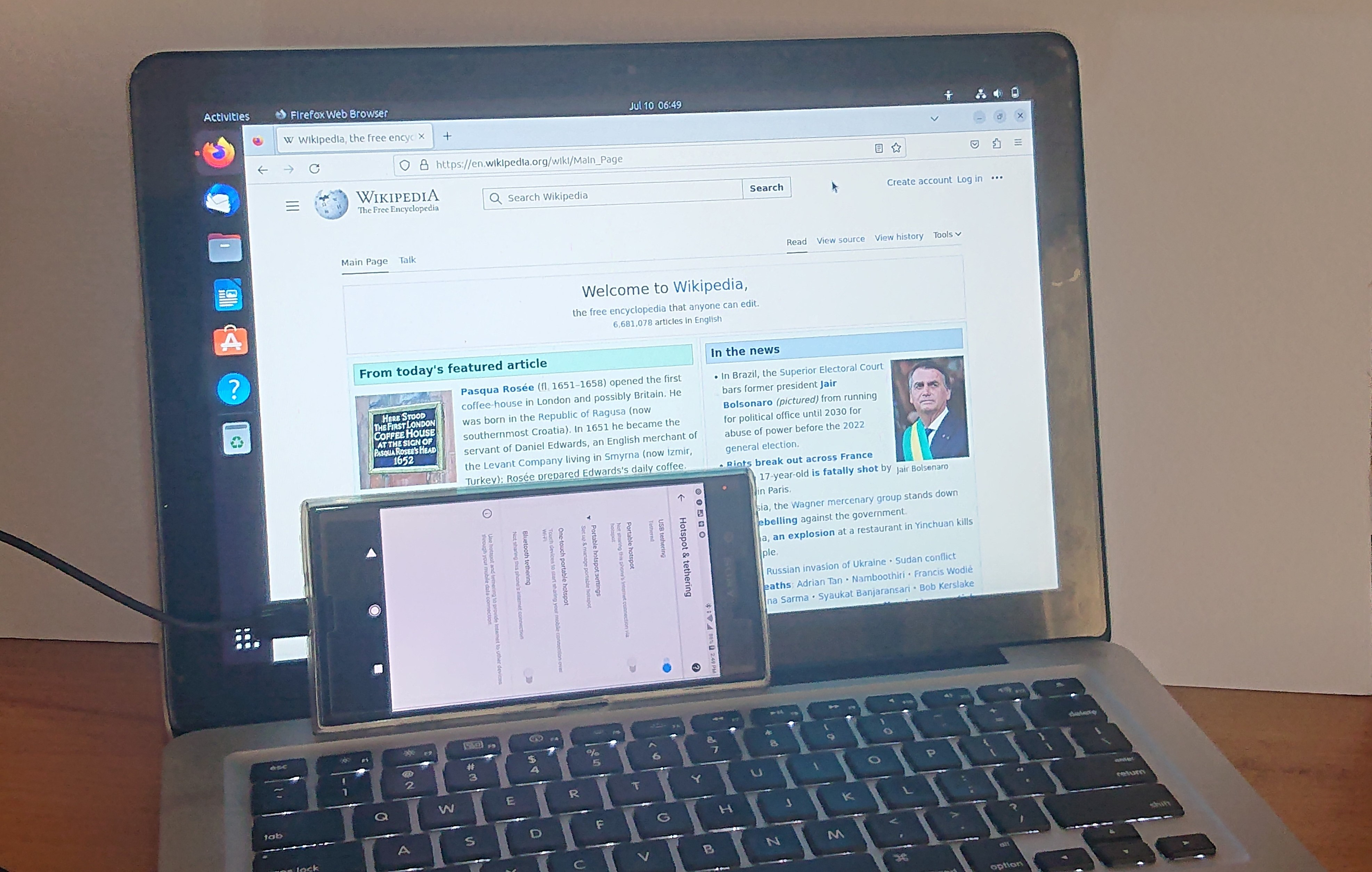
Un téléphone partageant sa connexion avec un ordinateur portable

Le partage de connexion, la fonction modem ou le mode modem (en anglais : tethered modem) est une fonction qui donne à un autre appareil l'accès à Internet.
Le plus souvent, le modem attaché est constitué d'un logiciel utilisé sur un téléphone mobile qui partage son accès mobile à Internet avec un ordinateur portable. Le partage de la connexion Internet avec un modem attaché est communément appelée « tethering » en anglais. Il peut aussi s’agir d’un appareil portatif (appelé mobile hotspot ou personal hotspot en anglais), ce dispositif agit comme un modem et connecte un ordinateur à Internet au moyen d'une communication par câble (par exemple USB) ou sans fil (en Bluetooth ou par Wi-Fi).

## Utilisations pratiques
Bien que les connexions Wi-Fi soient communes dans les grandes villes, l'utilisation d'un modem attaché (ou le tethering) demeure très utile. Les réseaux sans-fil via Wi-Fi sont relativement restreints, souvent privés, payants et protégés par un mot de passe. Le modem attaché peut utiliser un réseau de téléphonie mobile GSM, CDMA, UMTS ou LTE et ainsi rester connecté à l'internet, même si l'utilisateur est en mouvement. En pratique, un ordinateur portable pourra bénéficier de l'accès à internet, même en déplacement ou en itinérance. La plupart des téléphones et smartphones récents se connectant en 3G ou 4G incorporent des logiciels de partage de la connexion internet. Néanmoins certains opérateurs de téléphonie mobile préfèrent segmenter les marchés de connexion internet sur téléphone et de connexion internet pour ordinateur portable (comme les « clefs 3G »). Aussi ces fonctions sont-elles parfois partiellement ou totalement désactivées par les opérateurs, ou nécessitent des paramétrages avancés par l'utilisateur ou une application spécifique pour fonctionner — Ces fonctions ne sont pas interdites. Elles sont légales mais la consommation de données via le tethering est parfois facturée hors forfait. Cependant, certains utilisateurs simulent le fait que l'ordinateur est un téléphone portable et peuvent ainsi accéder à internet sans payer de hors forfait, pratique interdite dans certains contrats utilisateur.
En France, ce phénomène commence à changer depuis l'arrivée de Free mobile sur le marché du mobile. Les nouveaux contrats Free « tout illimité » suivis de B&You, SFR et beaucoup d'autres acceptent désormais le tethering dans la charte utilisateur. Les utilisateurs ne sont donc plus limités à l'utilisation mais à la quantité de données échangées. Dans les contrats actuels, les données échangées vont de 50 Mo à 20 Go par mois. Au-delà de cette limite, les opérateurs surtaxent la consommation de données supplémentaires (comme SFR qui en 2012 surtaxait 5 € les 250 Mo supplémentaires) ou se contente de réduire considérablement la bande passante (comme Free et B&You par exemple,). Cette diminution de la bande passante (throttling) ne permet plus de télécharger correctement mais permet néanmoins la navigation sur internet, bien que celle-ci soit relativement lente. Depuis décembre 2013, Free propose en 3G et 4G un volume de donnée de 20 Go par mois à 16 € pour ses clients freebox, et à 20 € pour les autres. 

### Jeux vidéo
Certains jeux nécessitent une connexion active pour jouer même lorsque celui-ci n'est pas multijoueur afin d'éviter le piratage de données. Il permet ainsi à ces joueurs de profiter du jeu même en l'absence de connexion via une box.
Pour jouer en multijoueur, la jouabilité dépendra de plusieurs facteurs. Bien sûr, il y a la distance par rapport au serveur central comme pour les connexions dites "maisons".
D'autres facteurs vont s'ajouter comme le smartphone : (est-il compatible avec les différentes normes : UMTS, HSPA+, LTE , LTE Advanced...) qui caractérisent la vitesse d'échange maximum du smartphone en question. D'autre part, il y a les limitations imposées par les opérateurs. Pour les forfaits low cost la norme était généralement l'HSDPA à 14 Mb/s. Orange propose son offre low cost Sosh pouvant aller jusqu'à 42 Mb/s et qui offre maintenant l'accès LTE.
Avec un forfait B&You on arrive en 3G, en moyenne à un temps de ping de 100 et 150 ms[réf. nécessaire], ce qui peut paraître insuffisant pour les jeux de tir à la première personne (FPS) mais qui est largement suffisant pour les jeux de rôles.
Contrairement à une idée reçue, l'utilisation de jeux vidéo sur internet ne nécessite pas une grande consommation de données mais nécessite une vitesse de réaction importante. Cependant, il est conseillé de faire les mises à jour via une connexion de type "maison" car les mises à jour requièrent un trafic de données importantes.
Certains jeux empêchent les connexions téléphones avec un débit trop faible. C'est le cas par exemple avec Aïon qui bloque les connexions trop faibles. Cependant, avec le relèvement du débit maximum alloué à l'abonné et la généralisation des normes HSPA+, la connexion est possible (essai effectué avec un Galaxy note, puis avec un Sony Xperia Z avec forfait B&You).

## Par USB
Il s'agit du mode probablement le plus efficace, cependant souvent le plus long à établir avec beaucoup de paramètres à mettre en place. Ses principaux avantages sont la rapidité de transmission de l'information et la moindre utilisation de la batterie du téléphone. Pour Android Ice Cream Sandwich, Google a configuré une auto-configuration pour Windows. Sous Windows 7 ainsi que les versions récentes de Linux, il suffit de brancher le téléphone via le câble USB et de cocher "modem USB" pour accéder à internet sans aucune autre configuration.
Pour les téléphones Samsung, le logiciel "Samsung Kies" disponible pour Mac et Windows contient tous les drivers pour une utilisation immédiate.
Sur Mac, la connexion est plus compliquée avec les appareils Android. Cependant, HoRNDIS, un projet très récent, permet une configuration automatique du téléphone Android au Mac. Ce projet est une série de drivers qui permettent d'utiliser le protocole RNDIS (en) qui n'est pas supporté par défaut sur Mac OS X. Une fois les drivers installés et le mobile détecté, il faut choisir "Via DHCP" (dans préférence Système/réseau). Il faut ensuite remplir "serveur DNS" par une adresse locale (par exemple 169.192.1.1) et cliquer sur "appliquer". La connexion devrait être active.

## Par Wi-Fi
Il s'agit du mode le plus rapide à mettre en place. Il n'y a aucune configuration si ce n'est le nom du modem et le mot de passe. Sur Android Ice Cream Sandwich, il suffit d'appuyer sur "paramètres", "plus", "point d'accès et modem" et enfin appuyer sur point d'accès mobile. Ce mode est très pratique pour partager la connexion.
Il peut être aussi très utile dans les maisons où on a du mal à capter le réseau. On met le téléphone à l'extérieur pour capter le réseau et on active le Wi-Fi, qui lui passera sans problème à travers un mur.